# Optischer Näherungsschalter

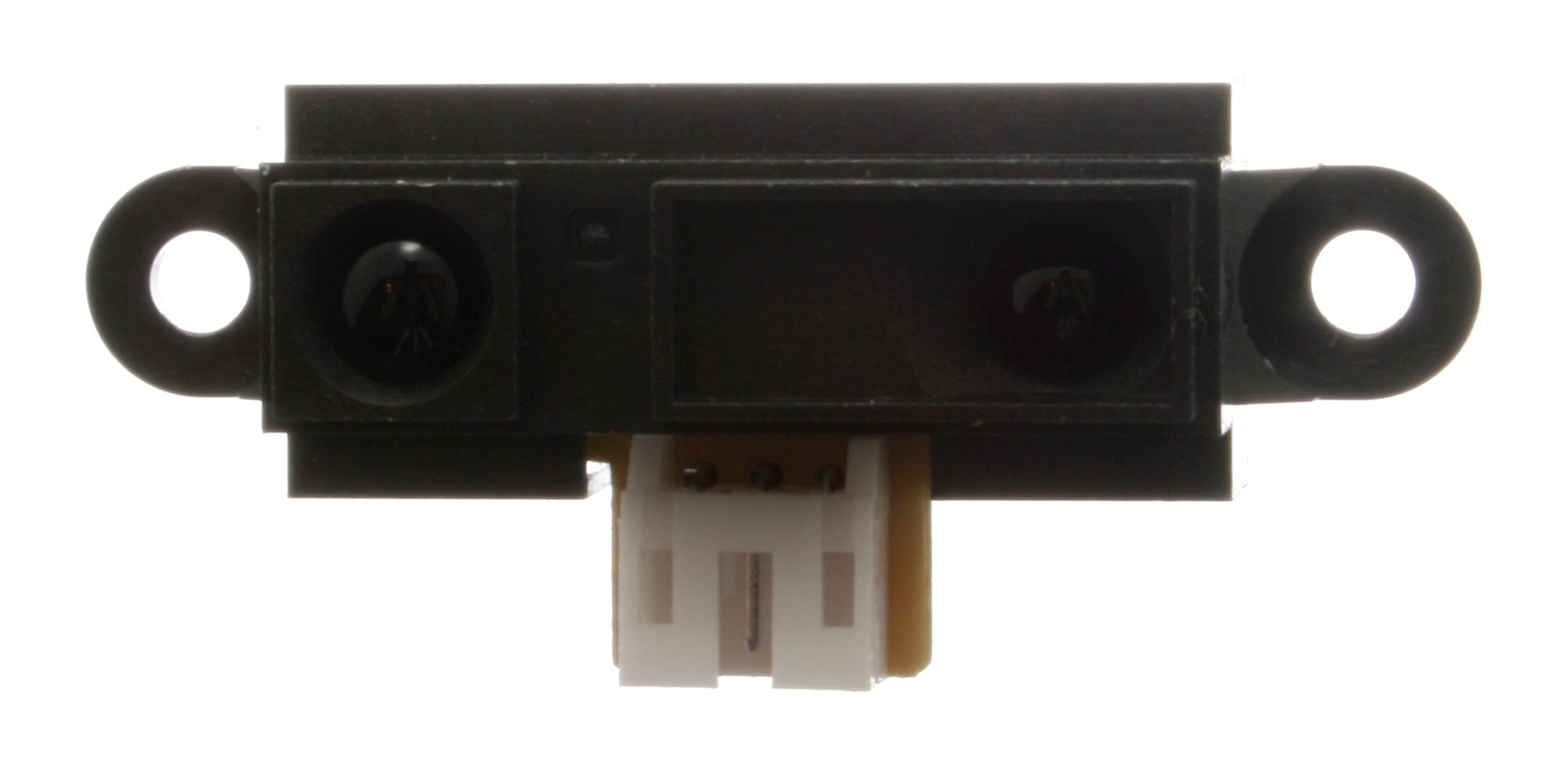
Optischer Näherungsschalter

Ein optischer Näherungsschalter besteht aus einem Lichtsender (häufig eine Leuchtdiode oder eine Laserdiode) und einem Lichtempfänger (beispielsweise einen lichtempfindlichen Widerstand (LDR) oder eine Fotodiode). Der Empfänger (Auswerteeinheit) wertet die Intensität, die Farbe oder die Laufzeit des vom Lichtsender empfangenen Lichtes aus. Das Ausgangssignal optischer Näherungsschalter ist binär.
Als Lichtquelle kommen häufig Leuchtdioden mit einer Wellenlänge von 660 nm (sichtbares rotes Licht) und 940 nm (Infrarotbereich) zum Einsatz. Infrarotlicht hat den Vorteil, auf dunklen Materialien eine höhere Reichweite zu erzielen. Der Vorteil beim sichtbaren Rotlicht besteht in der einfacheren Einstellung des Sensorsystems durch den sichtbaren Lichtfleck. Für besonders präzise Anwendungen (Kleinteileerkennung, hohe Wiederholgenauigkeit) wird i. d. R. rotes Laserlicht eingesetzt.

## Funktionsweisen
Bei den Lichtschranken wird der vom Sender ausgesandte Lichtstrahl entweder direkt zum Empfänger geschickt (Einweglichtschranke) oder von einem Reflektor reflektiert (Reflexionslichtschranke) und dann vom Empfänger aufgenommen. In beiden Fällen wird das Signal ausgelöst, wenn der Lichtstrahl unterbrochen wird.
Ein Lichttaster hat den optischen Sender und Empfänger in einer Einheit integriert. Er reagiert auf das vom Objekt reflektierte Licht. Der Schaltabstand ist deshalb von den Reflexionseigenschaften der Objektoberfläche abhängig.
Näherungsschalter nach dem Prinzip der Lichtlaufzeitmessung verwenden einen Photomischdetektor als Sensor. Vorteile sind große Reichweite, zuverlässige Hintergrundausblendung, und hohe Funktionsreserve.
Näherungsschalter mit Lasertriangulation haben eine ortsauflösende Photodiode oder eine CCD-Zeile als Sensor.
Weitere optische Näherungsschalter reagieren auf die reflektierte Farbe, enthalten einen Farbsensor und Schwellenwertschalter.

## Einsatz in der Industrie
Die optischen Näherungsschalter werden im Bereich der Automatisierungstechnik häufig mit einer Nennspannung von 24 V betrieben. Am Ausgang besitzen diese immer einen Schaltausgang (potenzialgebunden an die Versorgungsspannung), dessen Schaltstellung durch das empfangene Licht gesteuert wird. Darüber hinaus bieten viele Näherungsschalter einen zweiten, invertierten Schaltausgang. Je nach Bauart können diese Schaltausgänge auch elektrisch isoliert durch ein Relais ausgeführt sein.

## Einsatz im Smartphone
Im Smartphone arbeiten optische Näherungsschalter (engl. proximity sensor) mit einer LED die im Wellenlängenbereich um 900 nm arbeitet. Das Licht ist langwelliger als der Mensch sehen kann, aber kurzwelliger als Infrarotsensoren von beispielsweise Fernbedienungen (etwa 1000 nm). Es gibt „binäre“ Sensoren, die nur registrieren, ob sich ein Objekt näher als ein Schwellwert (typischerweise 2–4 cm) am Sensor befindet, und Sensoren, die den Abstand in Zentimetern messen. Um unabhängig von Störlicht arbeiten zu können, sendet die LED in einem pulsenden Betrieb Licht aus. Über das Prinzip des Lock-In-Verstärkers kann dann die Intensität des reflektierten Lichts unabhängig von Änderung des Umgebungslichts gemessen werden.

## Vorteile und Nachteile
Optische Sensoren bieten gegenüber den magnetischen, kapazitiven und induktiven Sensoren den Vorteil, dass sie durch ferromagnetische Stoffe oder durch elektrische Felder oder durch magnetische Felder nicht gestört werden können. Optoelektronische Sensoren haben allgemein eine große Reichweite. Besonders empfindlich reagieren optische Sensoren auf Nebel oder Partikel in der Luft, da der Lichtstrahl dadurch stark gedämpft oder unterbrochen werden kann. Verschmutzungen im Bereich der Optik führt meist zur Fehlfunktion oder zum Ausfall der optischen Sensoren. Weiterhin hat bereits eine geringe Änderung des Reflexionsverhalten des Messobjekts bei optischen Näherungsschaltern häufig eine Änderung der Einstellungen zur Folge. Eine wichtige Störquelle für optische Näherungsschalter ist das Störlicht der Sonne oder aus künstlichen Lichtquellen, beispielsweise Leuchtstoffröhren, Schweißlichtbögen, Blitze. Ihr Pegel ist häufig starken Schwankungen unterworfen und deutlich höher als der Sendelichtpegel. Abhilfe kann in vielen Fällen durch optische Modulation des Sendelichts geschaffen werden. Anstelle eines konstanten Lichtstromes werden Impulse einer festgelegten Frequenz ausgesandt. Der Empfänger wertet nur die Impulse dieser Frequenz aus und blendet alle überlagerten Störanteile aus.